# Strömsbruks kyrka
Strömsbruks kyrka är en kyrkobyggnad i Strömsbruk vid kusten utanför Harmånger. Den tillhör Nordanstigskustens församling i Uppsala stift.

## Historik
År 1937 fick Strömsbruk en egen kyrkoadjunkt, men ingen kyrka fanns på orten så man nyttjade istället lokaler i den gamla skolan för sina gudstjänster.
Den kyrkliga syföreningen i samhället lät senare bilda stiftelsen Strömsbruks Församlingshem med syfte att insamla medel för uppförande av en framtida kyrkobyggnad. Det skulle dröja ända fram till år 1954 innan en egen kyrkolokal kunde invigas på orten, men då inrymd i en liten källarlokal, men efterhand som besökarnas antal ökade började lokalen bli alldeles för liten och man sökte efter andra alternativ.
På orten fanns sedan tidigare ett spannmålsmagasin som inte längre användes, sedan avvecklingen av brukets egna jordbruk, bruksledningen erbjöd församlingen denna byggnad. Genom frivillig arbetskraft och gåvor från flera ortsbor kunde ombyggnationen så påbörjas på hösten år 1956. Mindre än ett år senare kunde kyrkan så invigas av ärkebiskop Yngve Brilioth annandag pingst den 10 juni 1957. Kyrkan drivs numera av den fristående stiftelsen Strömsbruks kyrka.

## Kyrkobyggnaden
Ritningarna till kyrkan är utförda av Lars Ridderstedt. Den består av ett rektangulärt långhus med ett smalare kor och flankerande smårum vid östra sidan. Vid den västra gaveln finns kyrktornet. Ingången ligger i väster. Ytterväggarna har rektangulära fönsteröppningar och är klädda med rödmålade stående paneler. Kyrkorummet är klätt med träpanel och är ljust gråmålat.

## Orgel
- Den nuvarande orgeln byggdes 1959 av Olof Hammarberg, Göteborg och är en mekanisk orgel med slejflåda. Tonomfånget är på 56/27.

| Manual       | Pedal   |
| Gedakt 8'    | Bihängd |
| Rörflöjt 4'  |         |
| Principal 2' |         |
| Mixtur II 1' |         |

## Kyrkklockan
Till kyrkklockan i tornet så hade över 200 kilogram kopparskrot insamlats och flera familjer i Strömsbruk lade undan 10 kronor varje månad till kostnaden för gjutningen som ombesörjdes av firma M & E Ohlssons Gjuteri i Ystad.
Versen på klockan lyder:
En nåd det är att i vårt land,
Än tempelklockor ljuda.
Likt källor invid öknens rand,
Guds gårdar svalka bjuda.
Där helgedomen öppen står,
Dit folk upp till högtid går.
Där grönska fridens palmer,
Där sjungas lovets psalmer.

## Några källor

### Webbkällor
- anläggningspresentation
- Turistinformation Nordanstigs kommun.